# Collazione (filologia)
Per collazione (in latino collatio) si intende uno dei processi filologici di ricostruzione dell'edizione di un testo secondo la procedura del metodo di Lachmann.

## Definizione
All'interno di ricostruzione dell'edizione critica di un codice filologico, la fase della collazione riveste il ruolo di confronto tra le varie lezioni tramandanti la versione di un determinato testo. Dopo aver rintracciato i testimoni del testo in questione, il filologo prende quel testimone che gli sembrerà più completo rispetto agli altri (testo guida o testo di collazione) e, attraverso un materiale cartaceo di supporto, incolonnerà le varie lezioni operando in tal modo una sinossi, col fine di individuare poi le varie tipologie di codici (optimus, vetustus, ecc), di analizzarli operando congetture, per poi passare alla delineazione dello stemma.